# Frères Guichen
 (juin 2025).
Si vous disposez d'ouvrages ou d'articles de référence ou si vous connaissez des sites web de qualité traitant du thème abordé ici, merci de compléter l'article en donnant les références utiles à sa vérifiabilité et en les liant à la section « Notes et références ».
Les Frères Guichen sont deux musiciens bretons. Il s'agit de :
- Frédéric Guichen, accordéoniste
- Jean-Charles Guichen, guitariste

Ils formaient le groupe de fest noz Ar Re Yaouank avec Gaël Nicol, David Pasquet et Stéphane De Vito, de 1986 à 1998.

## Discographie

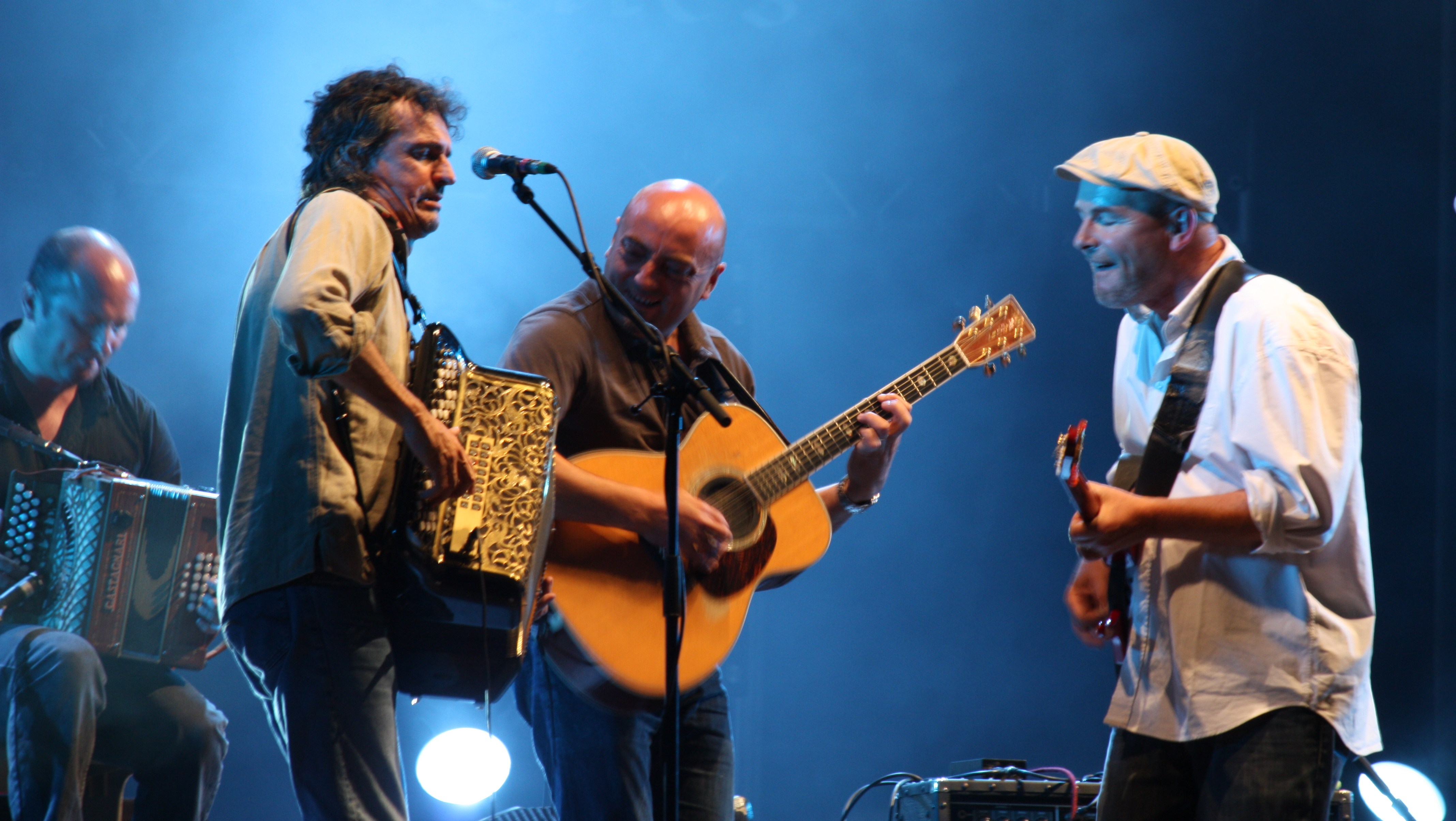
Frédéric (à gauche) et Jean-Charles (au centre), invités du groupe Red Cardell.

Sous leur nom ils ont sorti plusieurs albums :
- 1998 : Jean-Charles Guichen (CD Coop Breizh)
- 1999 : La Lune Noire - Fred Guichen (Ciré Jaune, Coop Breizh)
- 2002 : Mémoire Vive (CD)
- 2004 : Frères (CD)
- 2007 : Dreams of Brittany (CD Label Production/Coop Breizh) réédition 2009

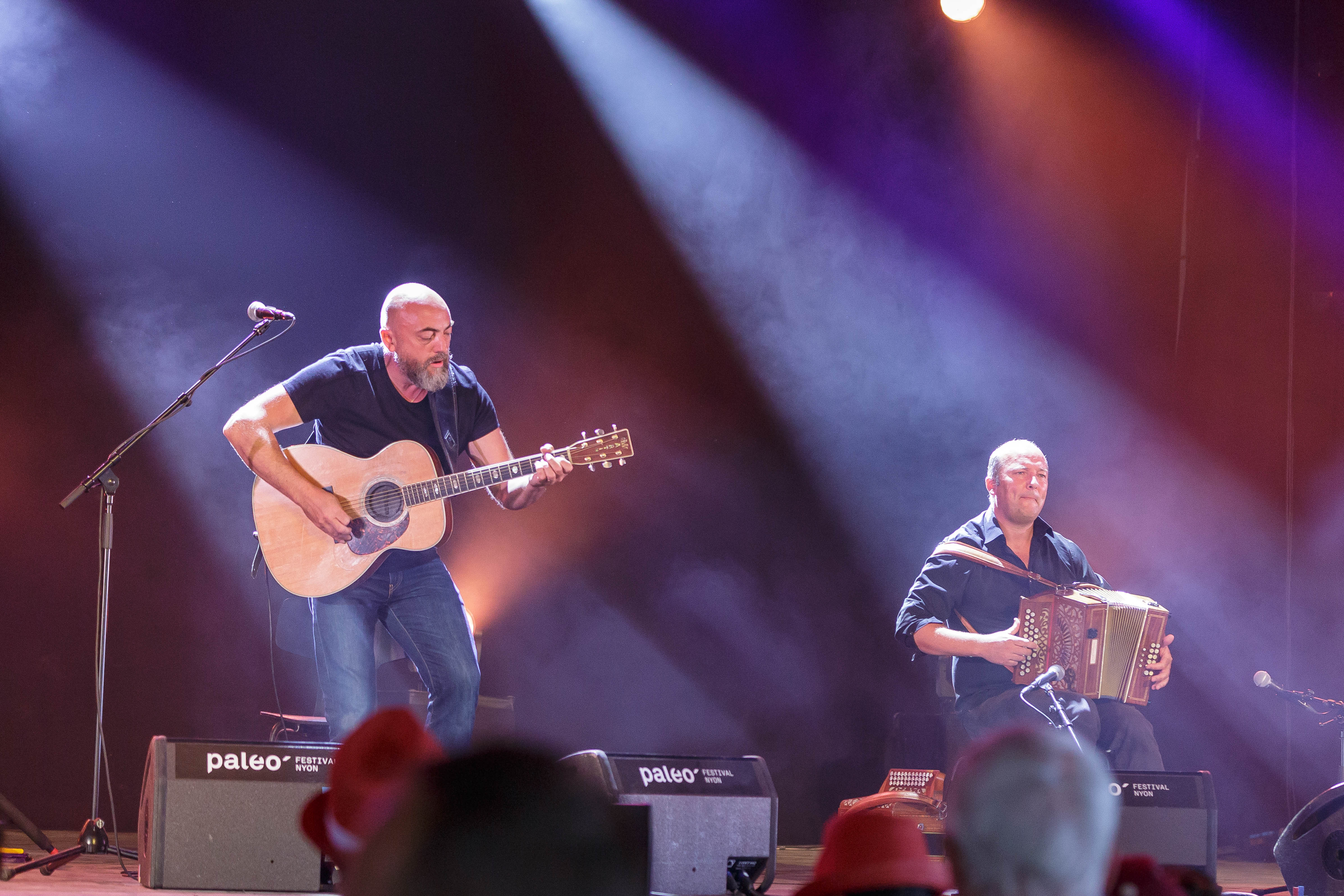
Les Frères Guichen au Paléo Festival Nyon 2016.

- 2012 : Brozhers (CD Coop Breizh)